# شاهدخت کوساکا نو هاتابی نو
شاهدخت کوساکا نو هاتابی نو (انگلیسی: Princess Kusakanohatabino; – بعد از ۴۰۵) یکی از امپراتریس‌های ژاپن همسر امپراتور ریچو بود.